# ClientEarth
ClientEarth est une organisation à but non lucratif œuvrant dans les domaines du droit et de l'environnementalisme fondée en 2008 avec des bureaux à Londres, Bruxelles et Varsovie. Elle a notamment mené un=deux cas devant la Cour suprême du Royaume-Uni contre le gouvernement de ce pays concernant la pollution de l'air.

## Annexe